# Bourgvilain
Bourgvilain é uma comuna francesa na região administrativa de Borgonha-Franco-Condado, no departamento Saône-et-Loire. Estende-se por uma área de 12 km². Em 2010 a comuna tinha 342 habitantes (densidade: 28,5 hab./km²).